# Beilschmiedia robynsiana
Espèce
Synonymes
- Beilschmiedia ledermannii (Engl. & K.Krause) Robyns & R.Wilczek[1]
- Tylostemon ledermannii Engl. & K.Krause[1]

Beilschmiedia robynsiana est une espèce de plantes à fleurs de la famille des Lauraceae et du genre Beilschmiedia selon la classification phylogénétique.

## Étymologie
Son nom rend hommage au botaniste allemand Carl Traugott Beilschmied, l'épithète spécifique robynsiana au botaniste belge Frans Hubert Edouard Arthur Walter Robyns, spécialiste de la flore d'Afrique centrale.

## Découverte et description
Beilschmiedia robynsiana  est une plante endémique du Cameroun.